# Гревеніц Микола Олександрович (1874)
Барон Микола Олександрович Гревеніц (1874–1931) — російський державний діяч, Херсонський (1911—1915) та Чернігівський (1916—1917) губернатор. Дійсний статський радник (1914), камергер (1914).

## Біографія
Народився 27 липня (8 серпня) 1874 року в сім'ї барона Олександра Олександровича Гревеніца (Олександр Фрідріх Авраам) Гревеніц (1837—1901) — дійсного статського радника, директора Санкт-Петербурзького виховного будинку. Мати — Христина Яківна Гревеніц (урод. Вілліє; 1847 — 1917). 
В 1894 закінчив Олександрівський ліцей X класом і вступив на службу. З 1904 — камер-юнкер, в 1907 — надвірний радник. З 13 липня 1907 — Казанський віце-губернатор; 19 травня 1908 року був переведений у колезькі радники. З 15 грудня 1908 — Катеринославський віце-губернатор.
З 28 лютого 1911 року був призначений Херсонським губернатором; з 19 травня — у чині статського радника. У званні камергера з 1914; того ж року став дійсним статським радником.
1916 року призначений Чернігівським губернатором.
У Петербурзі жив за адресою: Матвіївська вулиця, 3.
Після большевицького заколоту 1917 року емігрував до Бельгії, де й нині живуть його нащадки.
Помер у Брюсселі в 1931 — 2 січня або 4 січня.

## Нагороди
- Орден Святого Станіслава 2 ст. (1904);
- Орден Святої Анни 2-ї ст. (1907);
- Орден Святого Володимира 4 ст. (1909);
- Найвища подяка (1915).
- Медаль «На згадку царювання імператора Олександра III»;
- Медаль «За праці за першим загальним переписом населення»;
- Медаль «На згадку про 100-річчя Вітчизняної війни 1812 р.» (1912);
- Медаль «На згадку про 300-річчя царювання будинку Романових» (1913);
- Відзнака «за праці з землеустрою».

## Сім'я

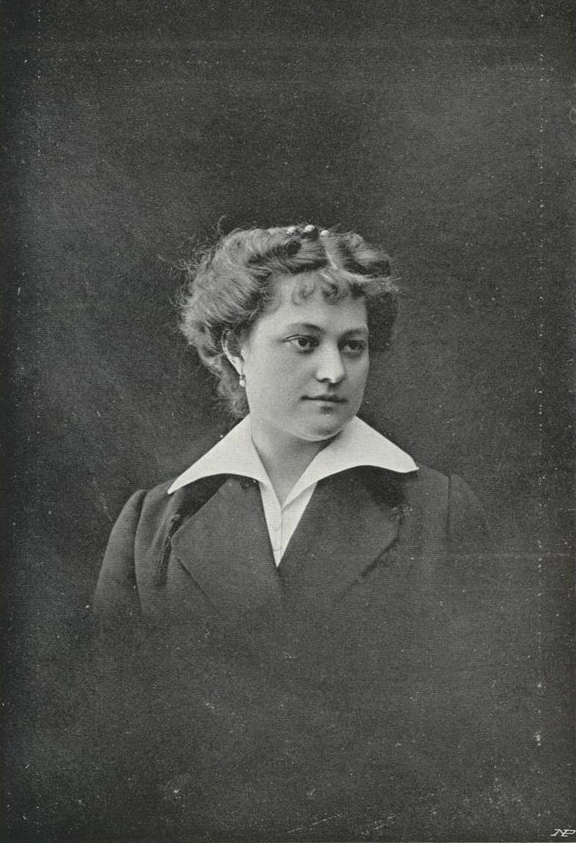
Баронесса Г. М. Гревеніц, дружина. 1915.

Одружився в Казані 12 листопада 1908 з Ганною Михайлівною Стрижевською.
Син — Олександр Миколайович (12.06.1911-20.02.1988), з 1933 був одружений з правнучкою О. С. Пушкіна.